# Guerra Austro-Turca (1716–1718)

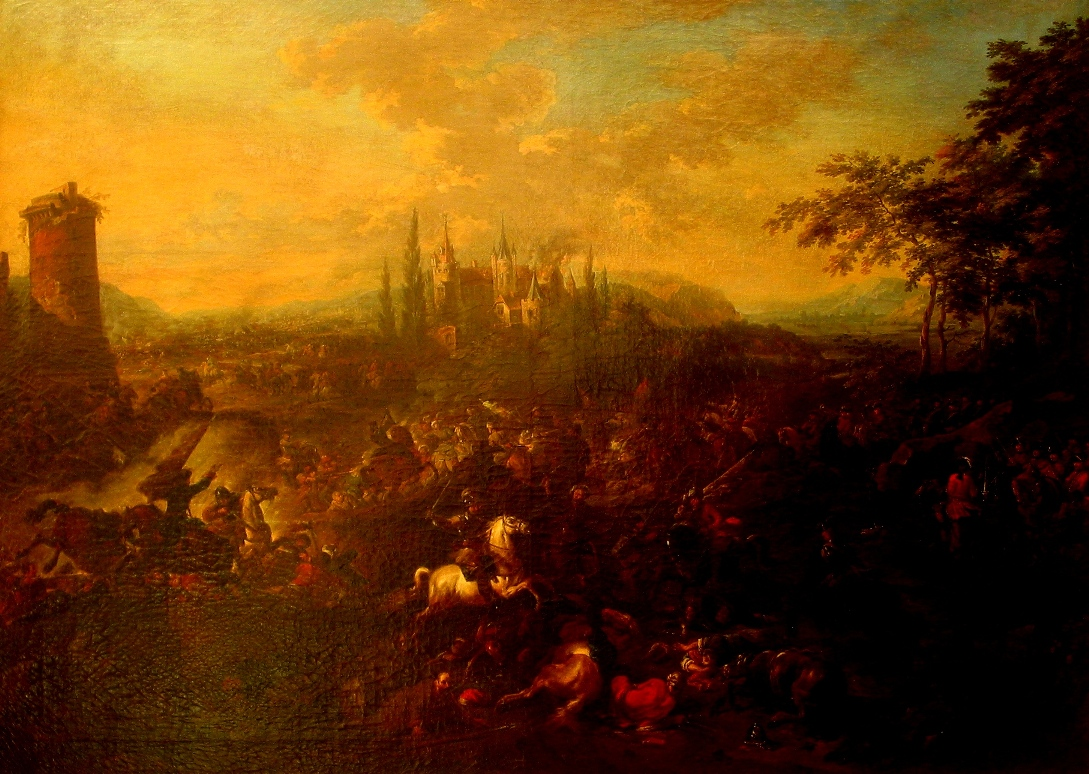
A Batalha de Petrovaradin por Jan Pieter van Bredael

A Guerra Austro-Turca (1716–1718) foi travada entre a monarquia dos Habsburgos e o Império Otomano. O Tratado de Karlowitz de 1699 não era um acordo permanente aceitável para o Império Otomano. Doze anos depois de Karlowitz, iniciou a perspectiva de longo prazo de se vingar de sua derrota na Batalha de Viena em 1683. Primeiro, o exército do grão-vizir turco Baltacı Mehmet derrotou o exército russo de Pedro, o Grande, na Guerra Russo-Turca (1710-1711). Então, durante a Guerra Otomano-Veneziana (1714-1718), o grão-vizir otomano Damat Ali reconquistou a Moreia dos venezianos. Como fiador do Tratado de Karlowitz, os austríacos ameaçaram o Império Otomano, o que o levou a declarar guerra em abril de 1716. 
Em 1716, o Príncipe Eugênio de Sabóia derrotou os turcos na Batalha de Petrovaradin. O Banat e sua capital, Temesvár, foram conquistados pelo príncipe Eugene em outubro de 1716. No ano seguinte, depois que os austríacos capturaram Belgrado, os turcos buscaram a paz e o Tratado de Passarowitz foi assinado em 21 de julho de 1718.
Os Habsburgos ganharam o controle de Belgrado, Temesvár (a última fortaleza otomana na Hungria), a região de Banat e partes do norte da Sérvia. Valáquia (um vassalo otomano autônomo) cedeu Oltênia (Pequena Valáquia) à monarquia dos Habsburgos, que estabeleceu o Banat de Craiova. Os turcos mantiveram o controle apenas do território ao sul do rio Danúbio. O pacto estipulava que Veneza entregaria Moreia aos otomanos, mas manteve as ilhas jônicas e obteve ganhos na Dalmácia veneziana.